# Drácula
Drácula is een Spaanstalige Amerikaanse horrorfilm uit 1931, onder regie van George Melford, met in de hoofdrollen Carlos Villarías, Lupita Tovar, Barry Norton, Pablo Alvarez Rubio en Eduardo Arozamena. De film is gebaseerd op de roman "Dracula" van Bram Stoker en de toneelbewerking ervan uit 1924 door Hamilton Deane en John L. Balderston.

## Verhaal
Renfield, een Britse advocaat, reist naar Transsylvanië voor een afspraak met Conde Drácula. Ter plaatse wordt hij door de lokale bevolking gewaarschuwd dat Drácula een vampier is en dat hij uit veiligheidsoverwegingen een kruis bij zich moet dragen. In het kasteel wordt hij verwelkomd door de charismatische graaf, maar al snel wordt hij gebeten. Tijdens de oversteek terug naar Engeland wordt iedereen op het schip slachtoffer van Drácula. Bij aankomst is Renfield als slaaf van Drácula de enige overlevende.
In de opera ontmoet Drácula Dr. Seward en zijn gezin. Lucía, die helemaal gefascineerd is door de graaf, wordt die avond zijn slachtoffer. Professor Van Helsing wordt erbij gehaald en hij herkent meteen het gevaar. Hij realiseert zich ook dat Dr. Sewards patiënt Renfield op de een of andere manier betrokken is bij de gebeurtenissen.
Van Helsing ontdekt dat Drácula een vampier is, gebaseerd op het feit dat Drácula geen reflectie in de spiegel heeft. Inmiddels is Sewards dochter Eva ook in de ban van de graaf. Ze voelt zich steeds zwakker en ook wilder en op een gegeven moment valt ze haar verloofde Juan Harker aan. Met de hulp van Seward en Harker probeert Van Helsing Drácula in de val te lokken, maar hij is hen te slim af en hij ontsnapt samen met Eva.
Ze volgen Renfield naar Carfax Abbey, waar Drácula hem wurgt en vervolgens van een hoge trap gooit. Diep in de catacomben onder Carfax vinden ze Drácula slapend en Eva nog levend. Van Helsing drijft een staak door het hart van de vampier en terwijl Eva en Harker vertrekken, vindt Van Helsing Renfields lichaam.

## Rolverdeling

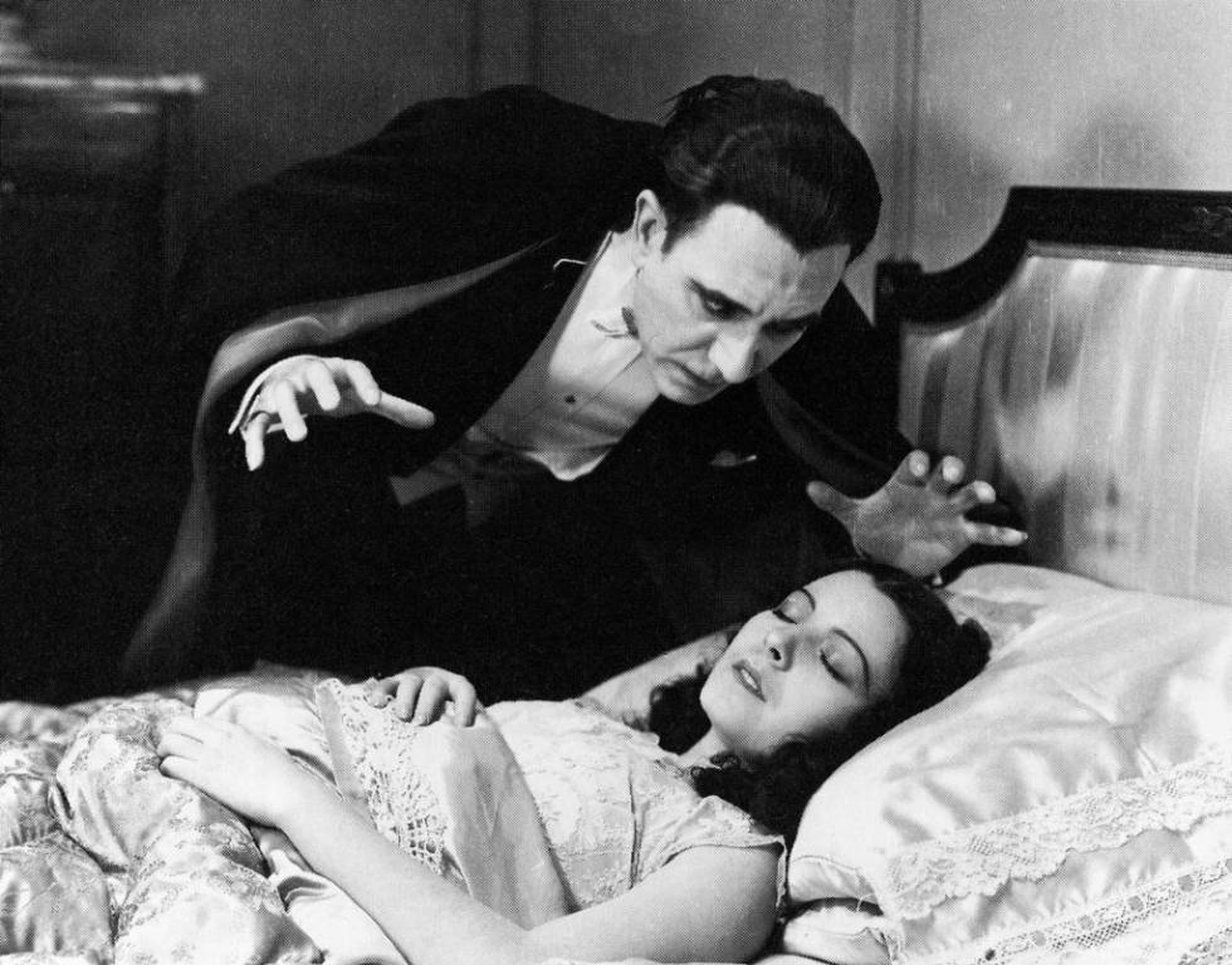
Lupita Tovar en Carlos Villarías in Drácula (1931)

| Acteur              | Personage     | Opmerkingen       |
| ------------------- | ------------- | ----------------- |
| Carlos Villarías    | Conde Drácula | als Carlos Villar |
| Lupita Tovar        | Eva Seward    |                   |
| Barry Norton        | Juan Harker   |                   |
| Pablo Alvarez Rubio | Renfield      |                   |
| Eduardo Arozamena   | Van Helsing   |                   |
| José Soriano Viosca | Doctor Seward |                   |
| Carmen Guerrero     | Lucía         |                   |
| Amelia Senisterra   | Marta         |                   |
| Manuel Arbó         | Martín        |                   |

## Productie
De film kaderde in een groter initiatief van Hollywood-studio's om films te produceren voor een niet-Engelstalig publiek. In tegenstelling tot de stomme films was het immers veel moeilijker om geluidsfilms aan het buitenland te verkopen.
Rond 1930 richtte Universal zich voornamelijk op het produceren van Spaanstalige films voor de buitenlandse markt. Vaak werden deze films gemaakt met hetzelfde scenario en decors als hun Amerikaanse versie, maar met andere acteurs die de vreemde taal spraken. Dit was ook het geval voor Drácula, die 's nachts gedraaid werd op dezelfde sets als Tod Brownings productie van Dracula met Béla Lugosi in de hoofdrol. Regisseur Melford keek regelmatig naar de dagelijkse opnames van Brownings productie en paste wat hij zag toe op zijn eigen versie.

## Trivia
- Drácula werd in 1931 uitgebracht in Cuba en was lange tijd vergeten. De film kreeg meer aandacht nadat er een onvolledig exemplaar van de film werd gevonden in New Jersey, die in 1977 vertoond werd in het Museum of Modern Art. Later dook er nog een volledig exemplaar van de film op in Cuba. In 1992 werd een gerestaureerde versie uitgebracht op VHS, die beter verkocht dan verwacht.[4] In 1999 verscheen de film op dvd en in 2012 op blu-ray.
- In 2015 werd Drácula door de Library of Congress geselecteerd voor de National Film Registry van de Verenigde Staten voor zijn "cultureel, historisch of esthetisch significante waarde".[5]